# Pavel Jozef Šafárik
Pavel Jozef Šafárik (Safáry / Schaffáry/ Schafary/ Saf(f)arik / Šafarík/ Szafarzik, tjekkisk Pavel Josef Šafařík, moderne slovakisk Pavol Jozef Šafárik) (født 13. maj 1795 i Kobeliarovo (Kisfeketepatak), Kongeriget Ungarn), død 26. juni 1861 i Prag, Bøhmen) var en slovakisk filolog, digter, en af de første der studerede slaverne; litteraturhistoriker, historiker etnografiker. Han skrev de fleste af sine tekster på tjekkisk eller tysk.